# 박유명초상모본
박유명초상모본(朴惟明肖像模本)은 경기도 수원시 영통구 이의동 수원역사박물관에 있는 조선시대의 초상화이다. 2009년 3월 11일 경기도의 문화재자료 제142호로 지정되었다.

## 개요
원본인 보물 제1489호 박유명 초상화를 이모한 초상으로 원본에 충실하며, 안료의 색상이 선명하다. 17세기 공신도상 중 정사공신상과 진무공신상의 특성을 잘 보여주고 있다. 이모본은 원본을 보존하거나 원본을 대신할 목적으로 그려지는 것으로 학술적 가치 보다는 손상된 원본의 원형을 짐작하는 보조적 수단으로 활용하기 위해 그려진다고 할 수 있다.

## 같이 보기
- 박유명 초상 - 보물 제1489호

## 참고 문헌
- 박유명초상모본 - 국가유산청 국가유산포털